# Locant
Le locant désigne, dans la nomenclature des composés organiques, la position d'un substituant le long de ce qui a été défini comme la chaîne principale. Le locant permet de distinguer des isomères de constitution.
Il est généralement exprimé par un nombre arabe mais certaines notations spéciales utilisant des caractères romains ou grecs sont également employées.

## Exemple
|              |  |              |
| pentan-2-one |  | pentan-3-one |

La pentanone est une cétone comportant une chaine carbonée de cinq atomes. Dans sa forme linéaire, un atome d'oxygène est lié à un des trois atomes de carbone centraux (s'il était lié à un atome de carbone terminal, la molécule serait un aldéhyde et non pas une cétone).
Les atomes de carbone sont numérotés de 1 à 5 le long de la chaine. L'atome d'oxygène peut donc se trouver sur les atomes 2, 3 ou 4. Les atomes 2 et 4 sont parfaitement équivalents - il suffit de retourner la molécule et de commencer la numérotation à l'autre extrémité.
Le locant est le numéro de l'atome de carbone auquel est lié l'atome d'oxygène. Si celui-ci est au centre, le locant est 3. Si l'atome d'oxygène est lié à un carbone d'un côté ou de l'autre (adjacent à un carbone terminal), le locant est 2 ou 4. Dans cet exemple, comme ces carbones sont équivalents, on choisit toujours le nombre le plus petit.
Le locant de la pentanone peut donc être 2 ou 3.
Le locant est intégré au nom de la molécule pour lever toute ambiguïté entre ses isomères : il s'agit soit de la pentan-2-one, soit de la pentan-3-one, selon la position de l'atome d'oxygène.